# Southern Counties East Football League
La Southern Counties East Football League è una lega dilettantistica inglese nata nel 1966 che accoglie al suo interno squadre del Kent e della zona sudorientale di Londra. Fino al 2013 era conosciuta come Kent League, nome usato anche da un campionato simile esistito dal 1894 al 1959.

## Storia
Già dal 1894 al 1959 esisteva un campionato di nome Kent League, nonostante il nome simile alla lega attuale, non hanno nessun collegamento tra di loro.
L'attuale lega è stata costituita nel 1966 come Kent Premier League (cambiato in Kent Football League nel 1968) e nei suoi primi anni, molti dei relativi membri erano squadre di riserva della Southern League. Gradualmente, le squadre di riserva sono state spostate nelle divisioni inferiori.
Nel 2013 la lega cambiò il nome in Southern Counties East League, per riflettere il fatto che molti dei suoi club membri non giocano più all'interno della contea del Kent.

## Struttura corrente
La lega ha due divisioni. In passato ha incluso ulteriori divisioni per le squadre di riserva. La lega è ora al livello 5 della struttura inglese (che equivale al livello 9 del sistema inglese in generale), con i club in grado di spostarsi verso l'alto. La formazione della nuova Kent Invicta Football League per la stagione 2011-2012, significa che ora c'è una lega di livello 6 consentendo più frequentemente promozione/retrocessione tra la Southern Counties East League e la Kent Invicta Football League.

## Squadre stagione 2023-2024
Premier Division
| Partecipanti         |
| -------------------- |
| Bearsted             |
| Corinthian FC (Kent) |
| Deal Town            |
| Erith Town           |
| Faversham Town       |
| Fisher               |
| Glebe                |
| Hollands & Blair     |
| Holmesdale           |
| Kennington           |
| Lordswood            |
| Lydd Town            |
| Punjab Utd           |
| Rusthall             |
| Snodland Town        |
| Stansfeld            |
| Sutton Athletic      |
| Tunbridge Wells      |
| VCD Athletic         |
| Welling Town         |
| Whitstable Town      |

Division One
| Partecipanti                    |
| ------------------------------- |
| AFC Whyteleafe                  |
| Bridon Ropes                    |
| Canterbury City                 |
| Croydon                         |
| Elmstead                        |
| Faversham Strike Force          |
| Forest Hill Park                |
| Greenways                       |
| K Sports                        |
| Larkfield & New Hythe Wanderers |
| Lewisham Borough                |
| Meridian VP                     |
| Rochester Utd                   |
| Staplehurst Monarchs            |
| SC Thamesmead                   |
| Tooting Bec                     |

## Albo d'oro
Nella stagione 1966-1967, la lega venne denominata Kent Premier League.
| Stagione  | Kent Premier League |
| --------- | ------------------- |
| 1966-1967 | Margate reserves    |
| 1967-1968 | Margate reserves    |

Nella stagione 1968-1969, la lega cambia nome in Kent Football League.
| Stagione  | Kent Football League |
| --------- | -------------------- |
| 1968-1969 | Brett Sports         |
| 1969-1970 | Faversham Town       |
| 1970-1971 | Faversham Town       |
| 1971-1972 | Chatham Town         |
| 1972-1973 | Sheppey Utd          |
| 1973-1974 | Chatham Town         |
| 1974-1975 | Sheppey Utd          |
| 1975-1976 | Sittingbourne        |
| 1976-1977 | Medway               |
| 1977-1978 | Faversham Town       |

Nella stagione 1978-1979, la massima divisione cambia nome in Division One.
| Stagione  | Division One      |
| --------- | ----------------- |
| 1978-1979 | Sheppey Utd       |
| 1979-1980 | Chatham Town      |
| 1980-1981 | Cray Wanderers    |
| 1981-1982 | Erith & Belvedere |
| 1982-1983 | Crockenhill       |
| 1983-1984 | Sittingbourne     |
| 1984-1985 | Tunbridge Wells   |
| 1985-1986 | Alma Swanley      |
| 1986-1987 | Greenwich Borough |
| 1987-1988 | Greenwich Borough |
| 1988-1989 | Hythe Town        |
| 1989-1990 | Faversham Town    |
| 1990-1991 | Sittingbourne     |
| 1991-1992 | Herne Bay         |
| 1992-1993 | Tonbridge AFC     |
| 1993-1994 | Herne Bay         |
| 1994-1995 | Sheppey Utd       |
| 1995-1996 | Furness           |
| 1996-1997 | Herne Bay         |
| 1997-1998 | Herne Bay         |

Nella stagione 1998-1999, la massima divisione cambia nome in Premier Division.
| Stagione  | Premier Division  |
| --------- | ----------------- |
| 1998-1999 | Ramsgate          |
| 1999-2000 | Deal Town         |
| 2000-2001 | Chatham Town      |
| 2001-2002 | Maidstone Utd     |
| 2002-2003 | Cray Wanderers    |
| 2003-2004 | Cray Wanderers    |
| 2004-2005 | Ramsgate          |
| 2005-2006 | Maidstone Utd     |
| 2006-2007 | Whitstable Town   |
| 2007-2008 | Thamesmead Town   |
| 2008-2009 | VCD Athletic      |
| 2009-2010 | Faversham Town    |
| 2010-2011 | Hythe Town        |
| 2011-2012 | Herne Bay         |
| 2012-2013 | Erith & Belvedere |

Nella stagione 2013-2014, la lega cambia nome in Southern Counties East Football League.
| Stagione  | SCEFL             |
| --------- | ----------------- |
| 2013-2014 | Whyteleafe        |
| 2014-2015 | Phoenix Sports    |
| 2015-2016 | Greenwich Borough |

Nella stagione 2016-2017, la lega crea due divisioni: la Premier Division e la Division One.
| Stagione  | Premier Division     | Division One         |
| --------- | -------------------- | -------------------- |
| 2016-2017 | Ashford Utd          | Glebe                |
| 2017-2018 | Sevenoaks Town       | Punjab Utd           |
| 2018-2019 | Cray Valley PM       | Welling Town         |
| 2019-2020 | Stagione abbandonata | Stagione abbandonata |
| 2020-2021 | Stagione interrotta  | Stagione interrotta  |
| 2021-2022 | Sheppey Utd          | Stansfeld            |
| 2022-2023 | Erith & Belvedere    | Snodland Town        |